# Anthela minuta
Anthela minuta is een vlinder uit de familie van de Anthelidae. De wetenschappelijke naam van de soort is voor het eerst geldig gepubliceerd in 1892 door Charles Swinhoe.